# Saint-Pancrasse
Pour l’article ayant un titre homophone, voir Saint-Pancrace.
Saint-Pancrasse est une ancienne commune française située dans le département de l'Isère en région Auvergne-Rhône-Alpes. Depuis le 1er janvier 2019, elle est une commune déléguée de Plateau-des-Petites-Roches.

## Géographie

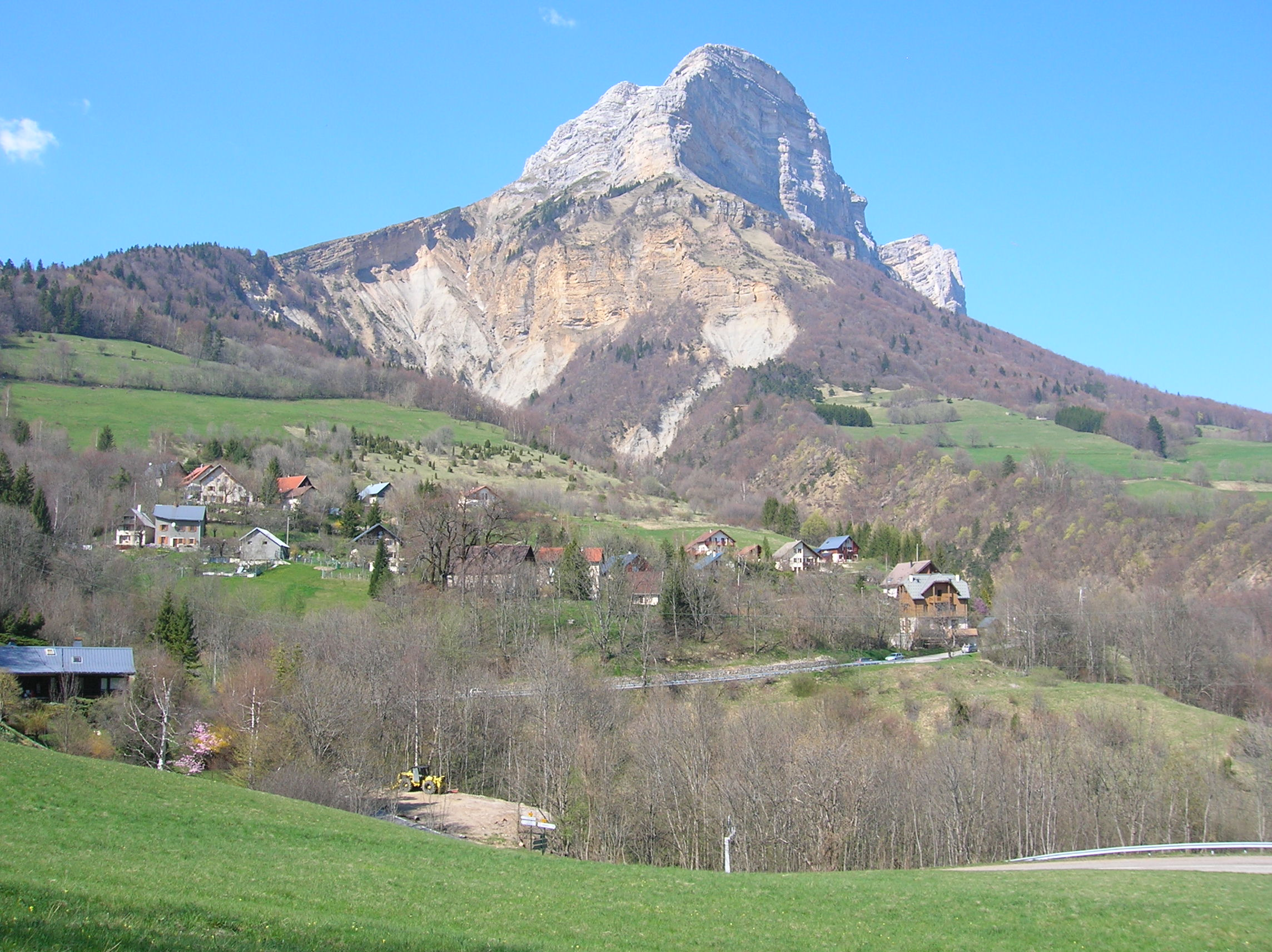
Le Dent de Crolles depuis Saint-Pancrasse.

La commune se situe sur le plateau des Petites Roches, un balcon naturel, en bordure orientale du massif de la Chartreuse, dominé par la Dent de Crolles, montagne calcaire qui renferme un labyrinthe souterrain.

## Milieux naturels remarquables et faune sauvage
La commune est intégrée dans le parc naturel régional de la Chartreuse intégrant l'espace naturel sensible du Col du Coq-Pravouta un site remarquable par sa faune et sa flore de forêts de montagnes et de prairies alpines avec la présence du Coq de Bruyère et d'une population réintroduite de mouflons.
Une mare naturelle fut aménagée par la commune en bas d'un champ pour servir de refuge comme zone humide pour les amphibiens et de reptiles. 
On peut observer des rapaces et d'oiseaux forestiers et des champs ainsi que de nombreux mammifères : renards, blaireaux, lièvres, petits rongeurs divers, chevreuils, sangliers, présence de lynx à confirmer.
La commune possède une faune et une flore riches représentatives des Alpes avec des sentiers de randonnées accessibles pour découvrir cette richesse.

### Lieux-dits et écarts
Le Baure ; les Meunière ; le Tournoud ; le Neyroud ; col du Coq.

### Communes limitrophes
| Saint-Pierre-de-Chartreuse |                 | Saint-Hilaire-du-Touvet |
|                            | Saint-Pancrasse |                         |
| Saint-Nazaire-les-Eymes    | Bernin          | Crolles                 |

## Histoire
Aucune présence de maisons fortes ou châteaux du Moyen Âge n'est attestée sur la commune.
Le 1er janvier 2019, la commune fusionne avec Saint-Bernard et Saint-Hilaire pour former la commune nouvelle de Plateau-des-Petites-Roches dont la création est actée par un arrêté préfectoral du 18 décembre 2018.

## Héraldique
| Blason de Saint-Pancrasse | Blason  | D'argent au chevron d'azur accompagné en pointe d'un dauphin de sable. |
| Blason de Saint-Pancrasse | Détails | Le statut officiel du blason reste à déterminer.                       |

## Politique et administration
| Période    | Période          | Identité           | Étiquette | Qualité  |
| ---------- | ---------------- | ------------------ | --------- | -------- |
| avant 1981 | ?                | Georges Girard     |           |          |
| 1983       | 2001             | Gérard Danger      |           |          |
| 2001       | 2006             | Michel Lavail      |           |          |
| 2006       | 2014             | Arnaud Duhamel     |           |          |
| 2014       | 2016 (démission) | Jean-Pierre Portaz | SE        | Retraité |
| 2016       | 2020             | Christophe Riquet  |           |          |

## Population et société

### Démographie
L'évolution du nombre d'habitants est connue à travers les recensements de la population effectués dans la commune depuis 1800. Pour les communes de moins de 10 000 habitants, une enquête de recensement portant sur toute la population est réalisée tous les cinq ans, les populations de référence des années intermédiaires étant quant à elles estimées par interpolation ou extrapolation. Pour la commune, le premier recensement exhaustif entrant dans le cadre du nouveau dispositif a été réalisé en 2007.

En 2016, la commune comptait 463 habitants, en évolution de +5,71 % par rapport à 2010 (Isère : +3,07 %, France hors Mayotte : +2,11 %).
| 1800 | 1806 | 1821 | 1831 | 1836 | 1841 | 1846 | 1851 | 1856 |
| ---- | ---- | ---- | ---- | ---- | ---- | ---- | ---- | ---- |
| 230  | 242  | 290  | 347  | 344  | 317  | 311  | 317  | 323  |

| 1861 | 1866 | 1872 | 1876 | 1881 | 1886 | 1891 | 1896 | 1901 |
| ---- | ---- | ---- | ---- | ---- | ---- | ---- | ---- | ---- |
| 260  | 278  | 303  | 301  | 277  | 314  | 270  | 261  | 265  |

| 1906 | 1911 | 1921 | 1926 | 1931 | 1936 | 1946 | 1954 | 1962 |
| ---- | ---- | ---- | ---- | ---- | ---- | ---- | ---- | ---- |
| 254  | 246  | 205  | 188  | 195  | 179  | 181  | 183  | 152  |

| 1968 | 1975 | 1982 | 1990 | 1999 | 2006 | 2007 | 2012 | 2016 |
| ---- | ---- | ---- | ---- | ---- | ---- | ---- | ---- | ---- |
| 136  | 177  | 249  | 348  | 408  | 438  | 442  | 434  | 463  |

Les habitants de la commune sont nommés Pancrassiens et Pancrassiennes.

### Enseignement
- Une école primaire

### Sports
- Le Col du Coq possédait une petite station de ski.

## Économie
Le commune fait partie de l'aire géographique de production et transformation du « Bois de Chartreuse », la première AOC de la filière Bois en France,.

### Entreprises et commerces
- Bar et un restaurant, gites ruraux, fermes.

## Culture locale et patrimoine

### Lieux et monuments

#### Patrimoine civil
- Les typiques maisons cartusiennes[2]

#### Patrimoine religieux
- L’église Saint-Pancrace de Saint-Pancrasse

L’église et son coq
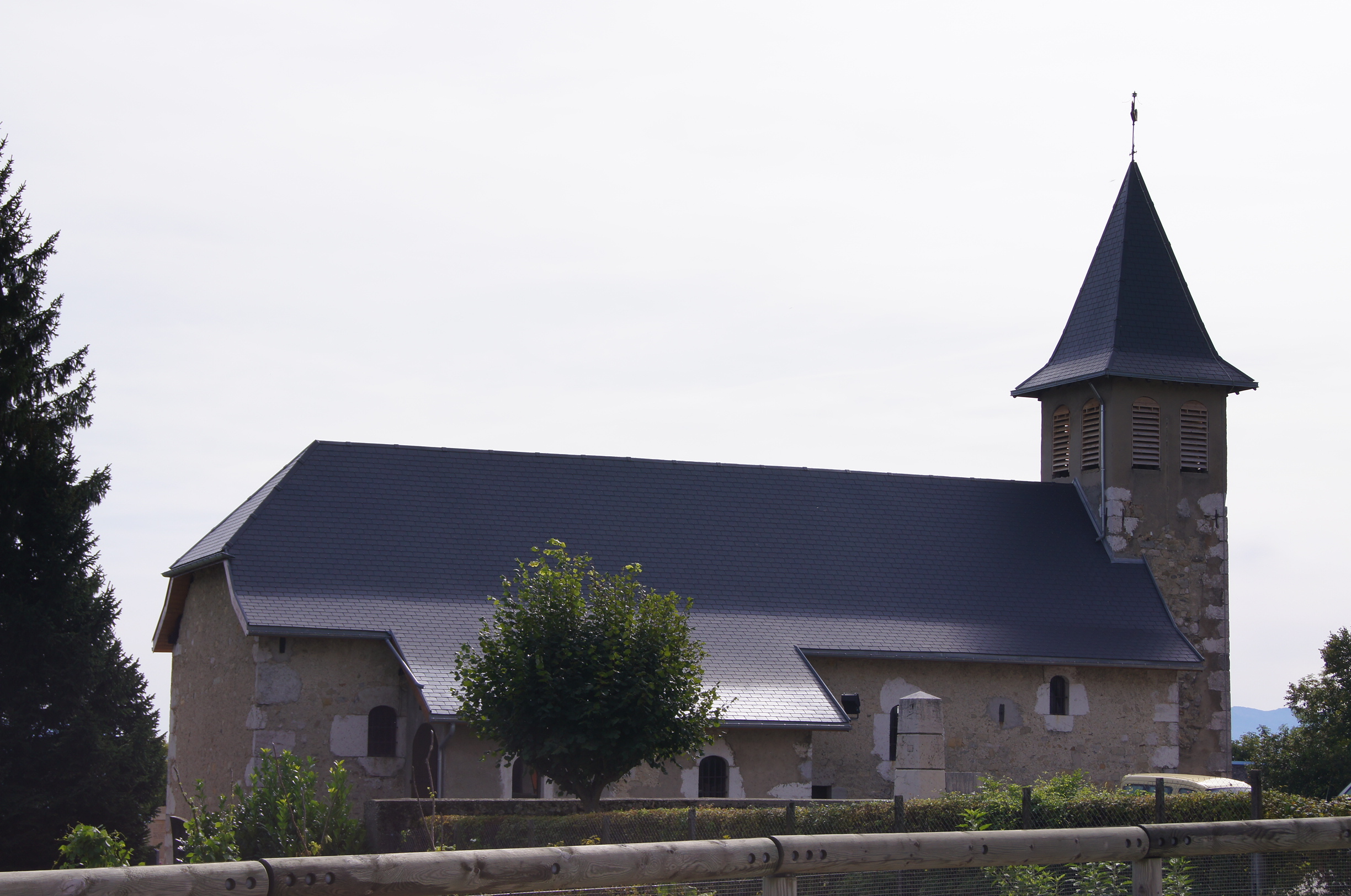
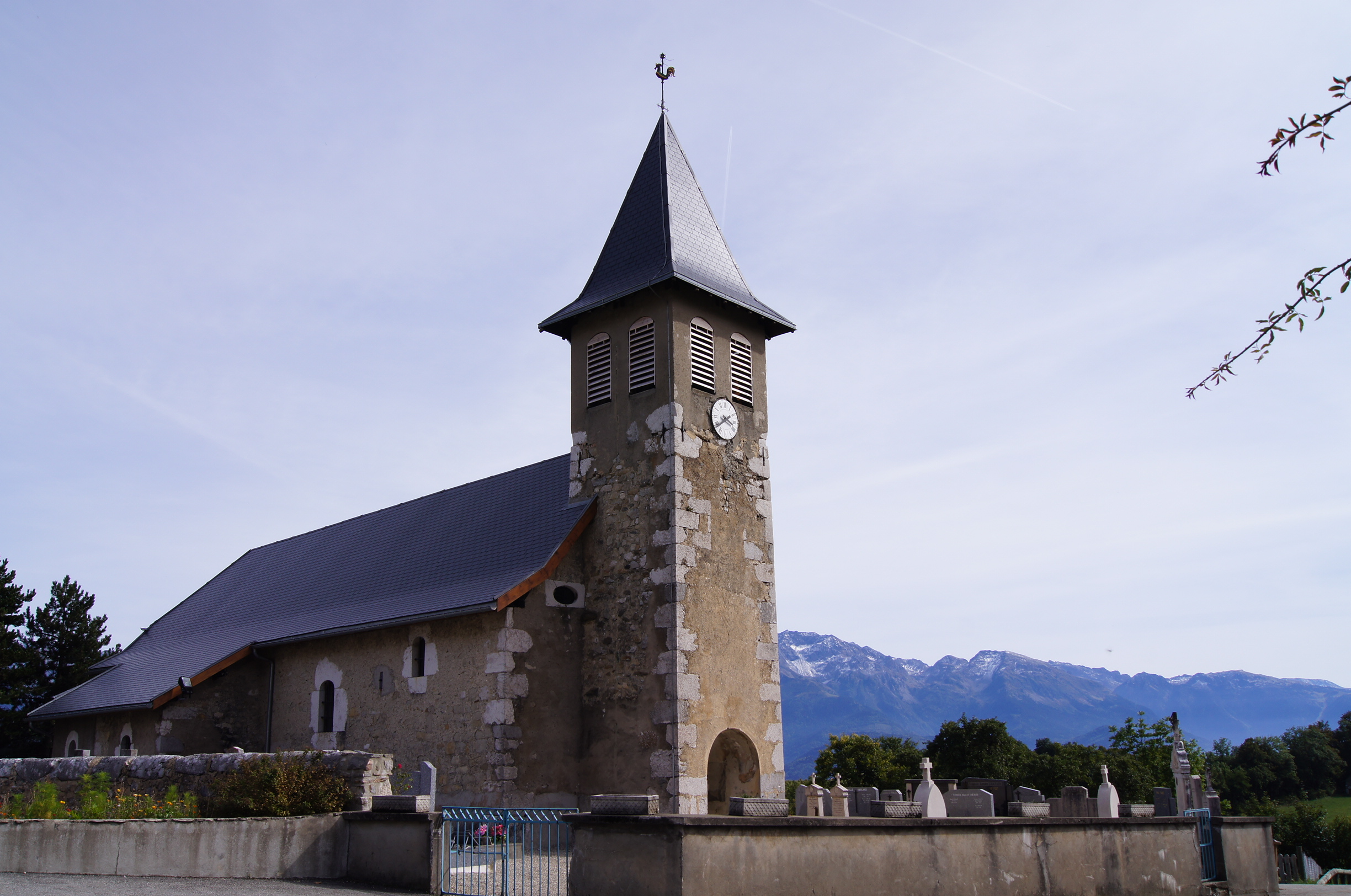
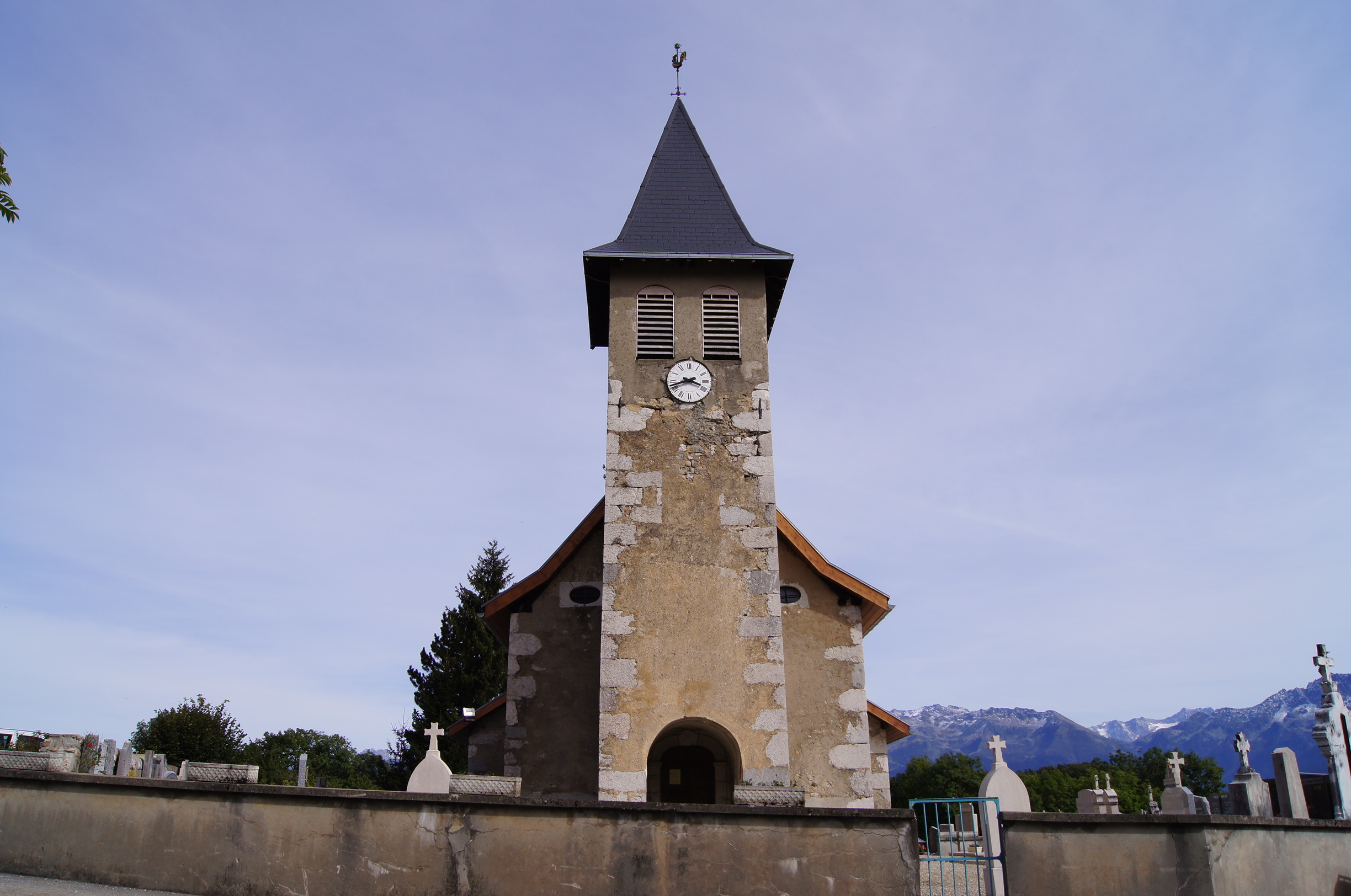
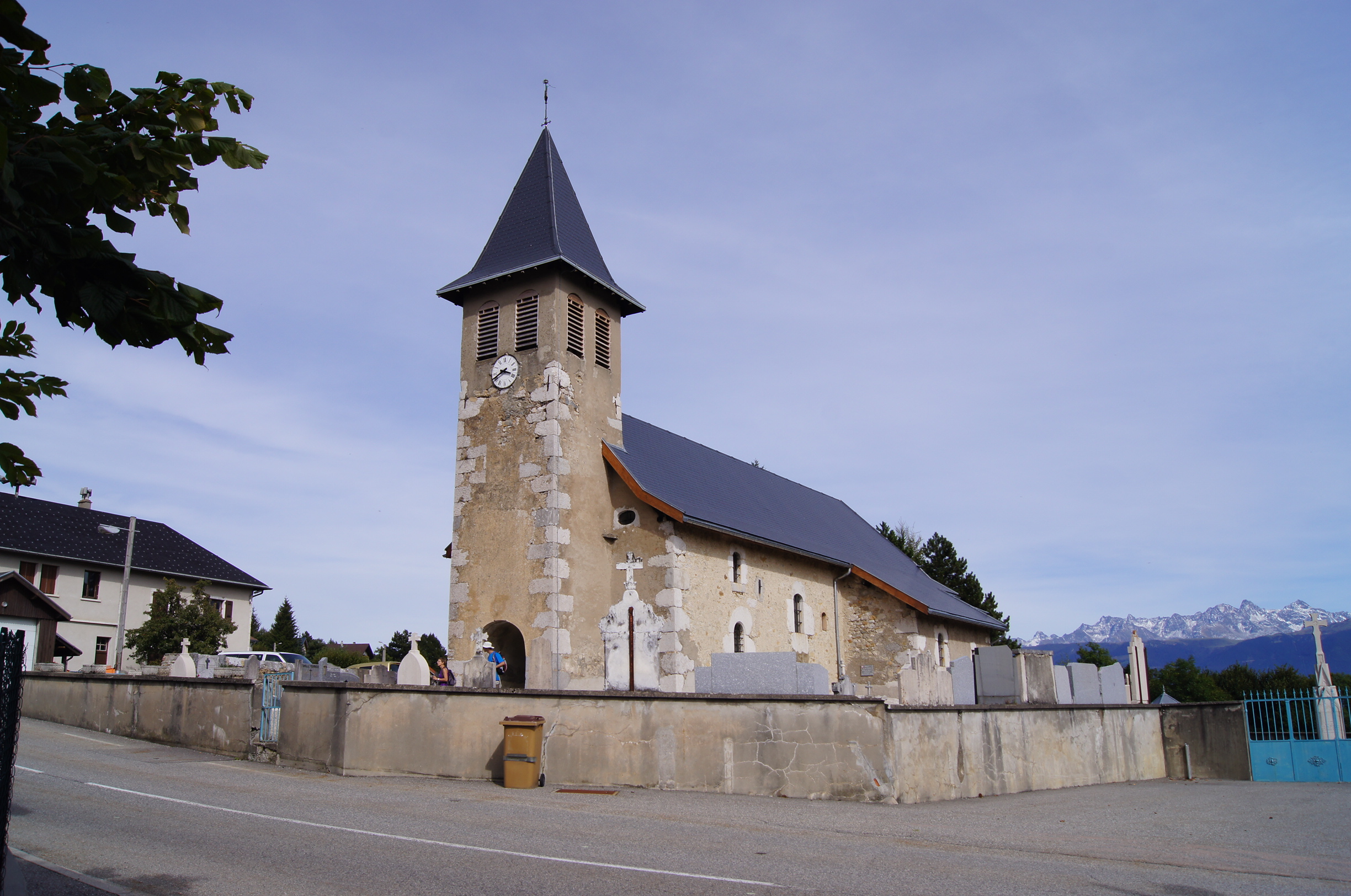
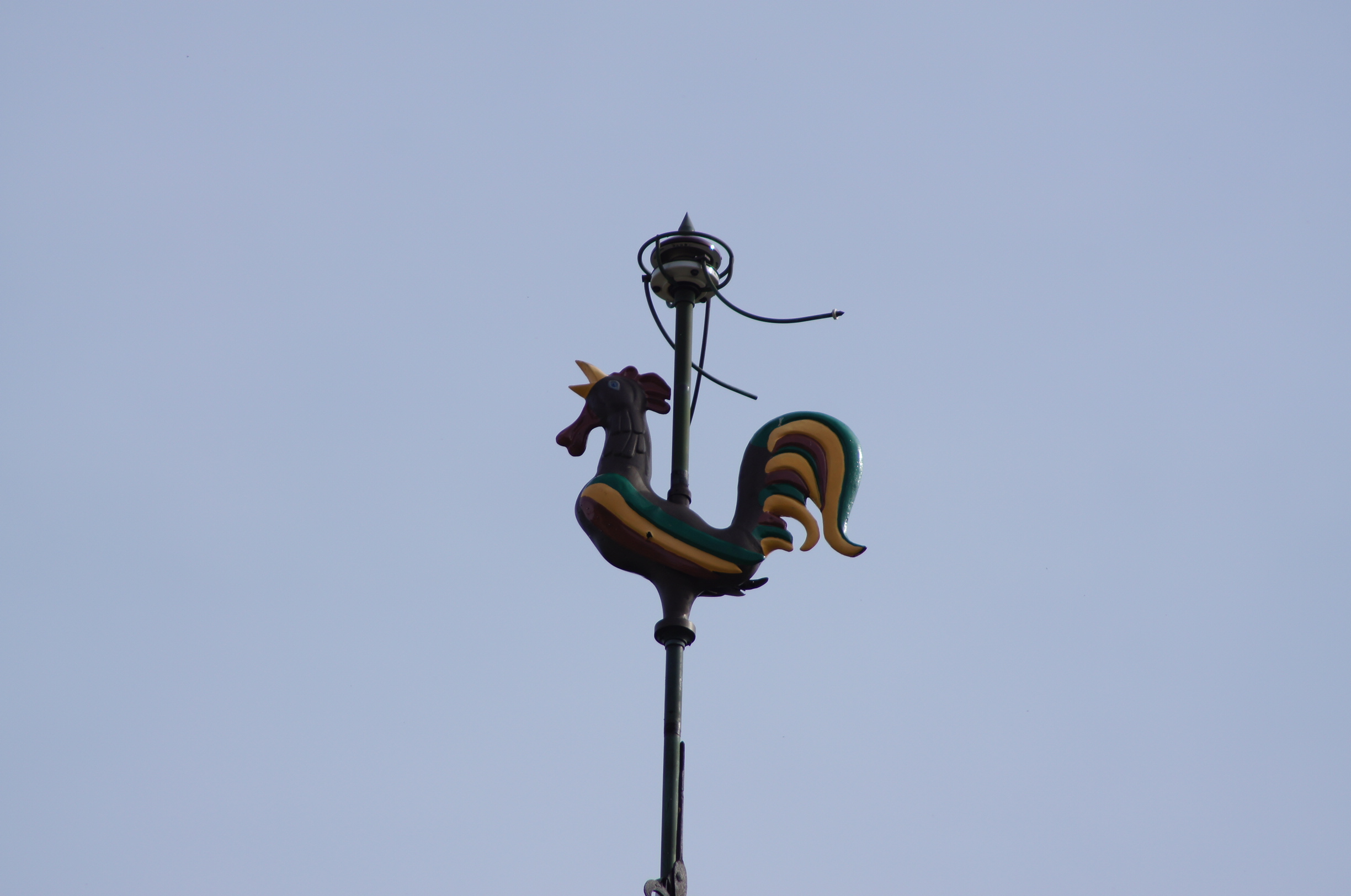

### Patrimoine culturel
- une bibliothèque municipale,
- une école primaire,
- une salle des fêtes,
- un terrain de jeux de pétanque

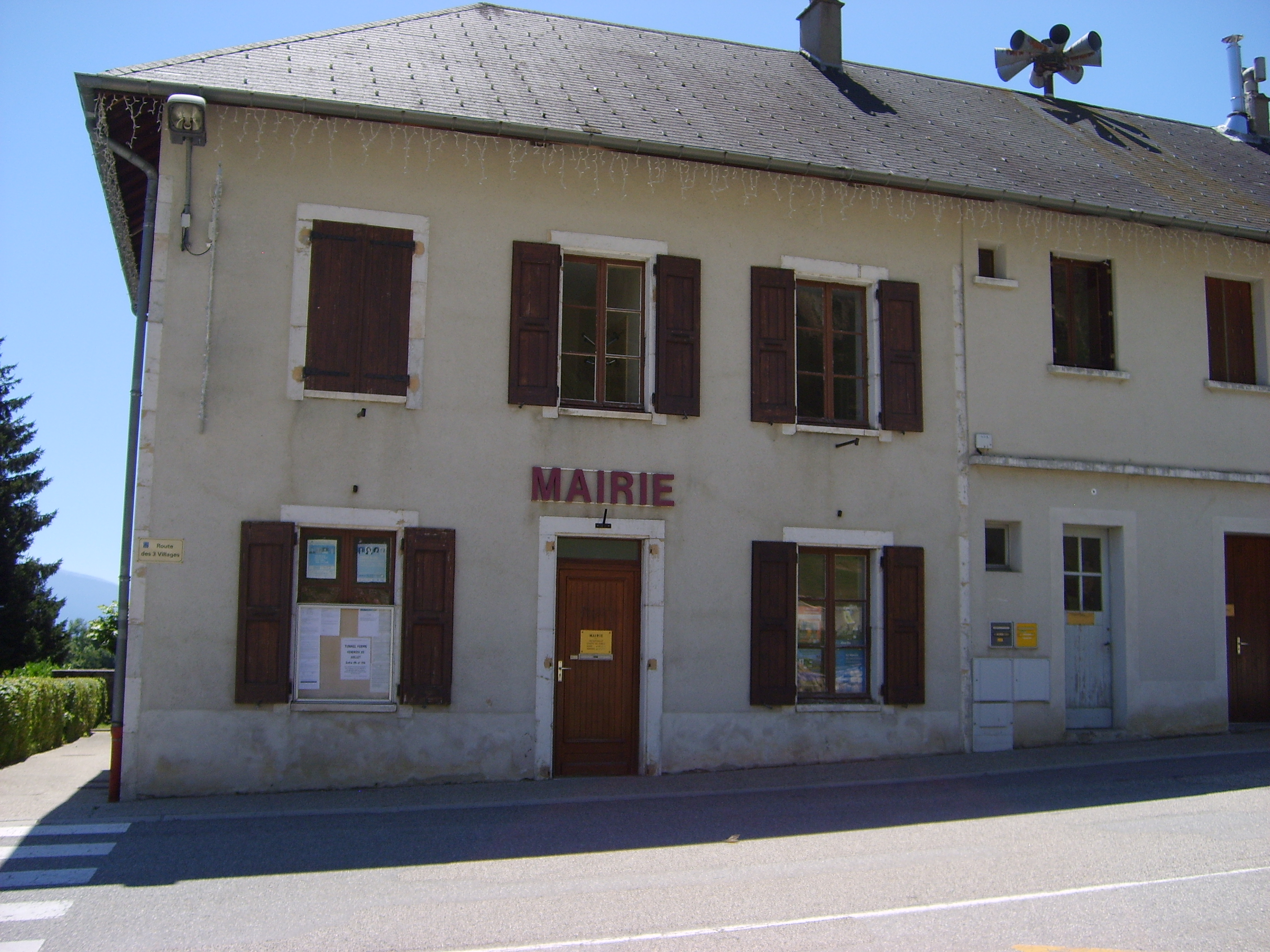
Mairie
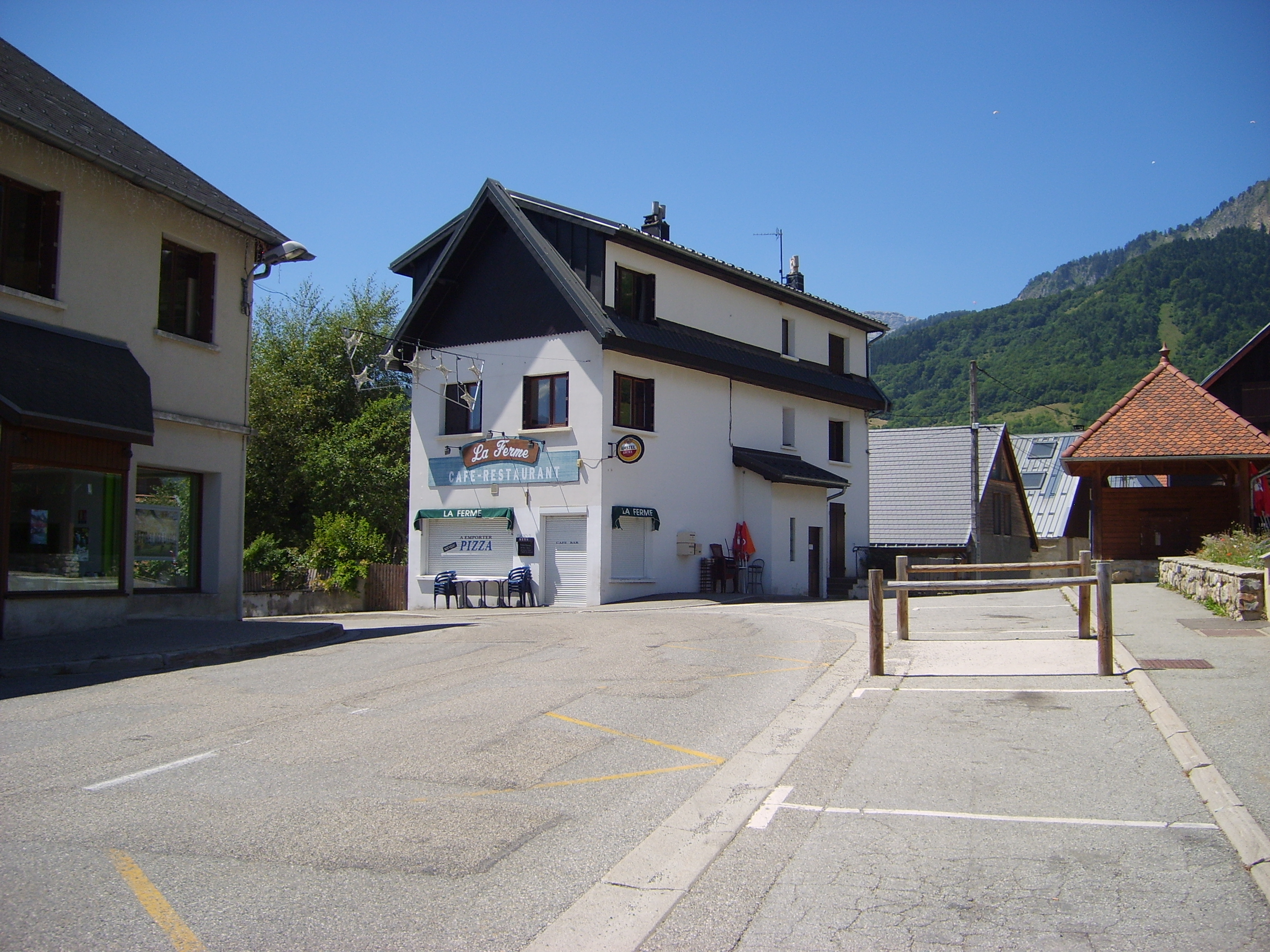
Centre du village
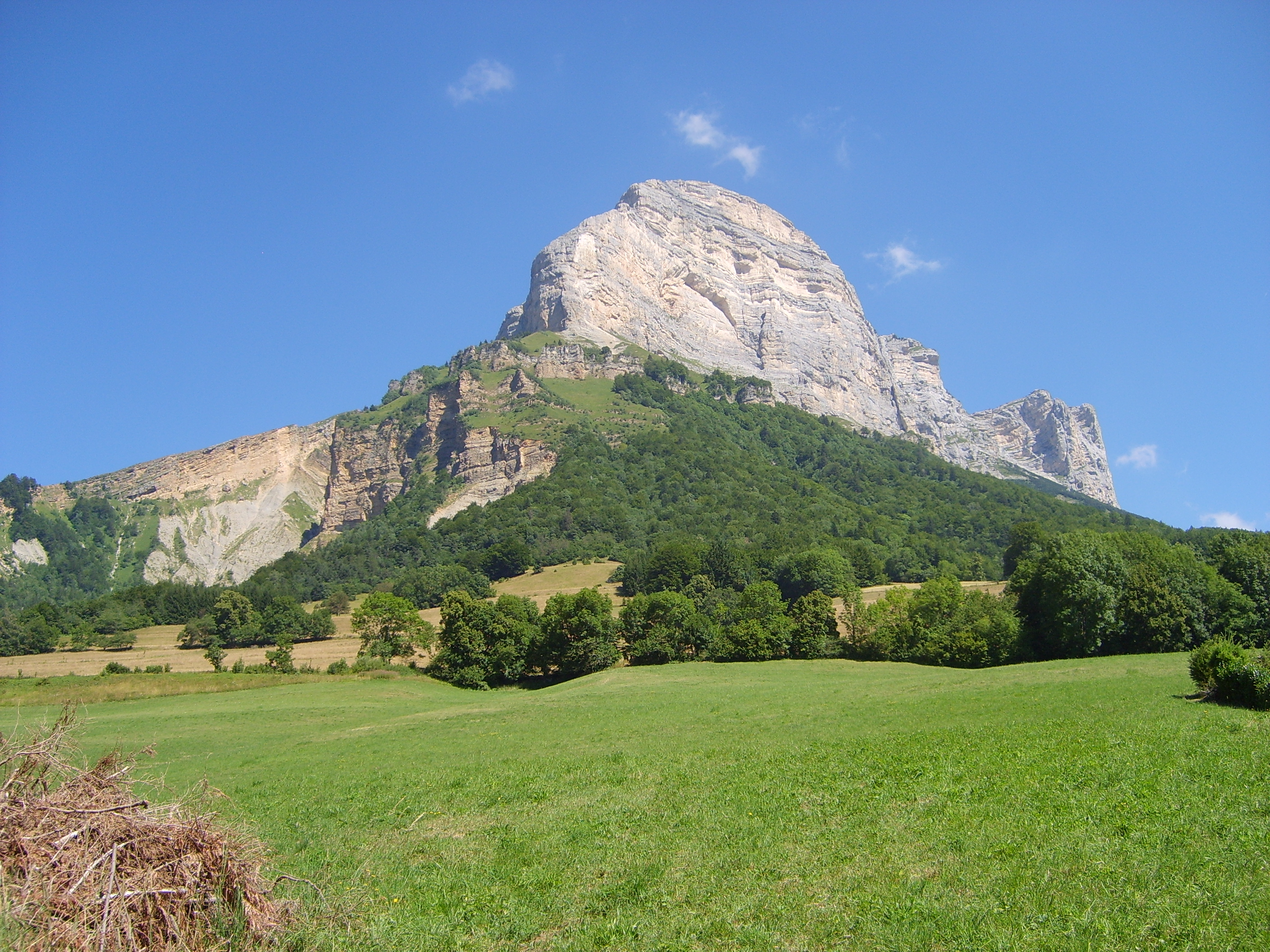
Vue générale de la Dent de Crolles
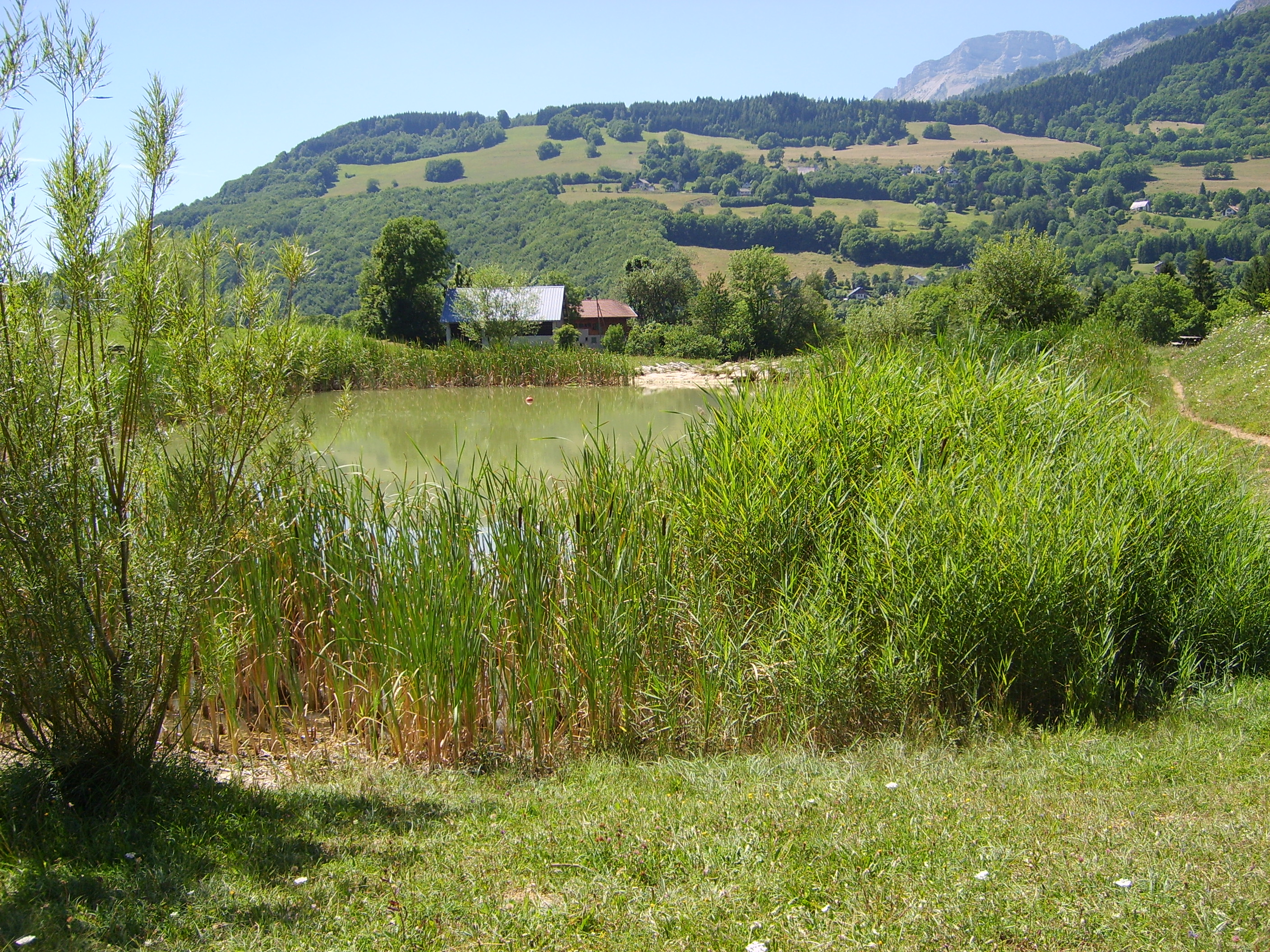
Roseaux de la mare naturelle
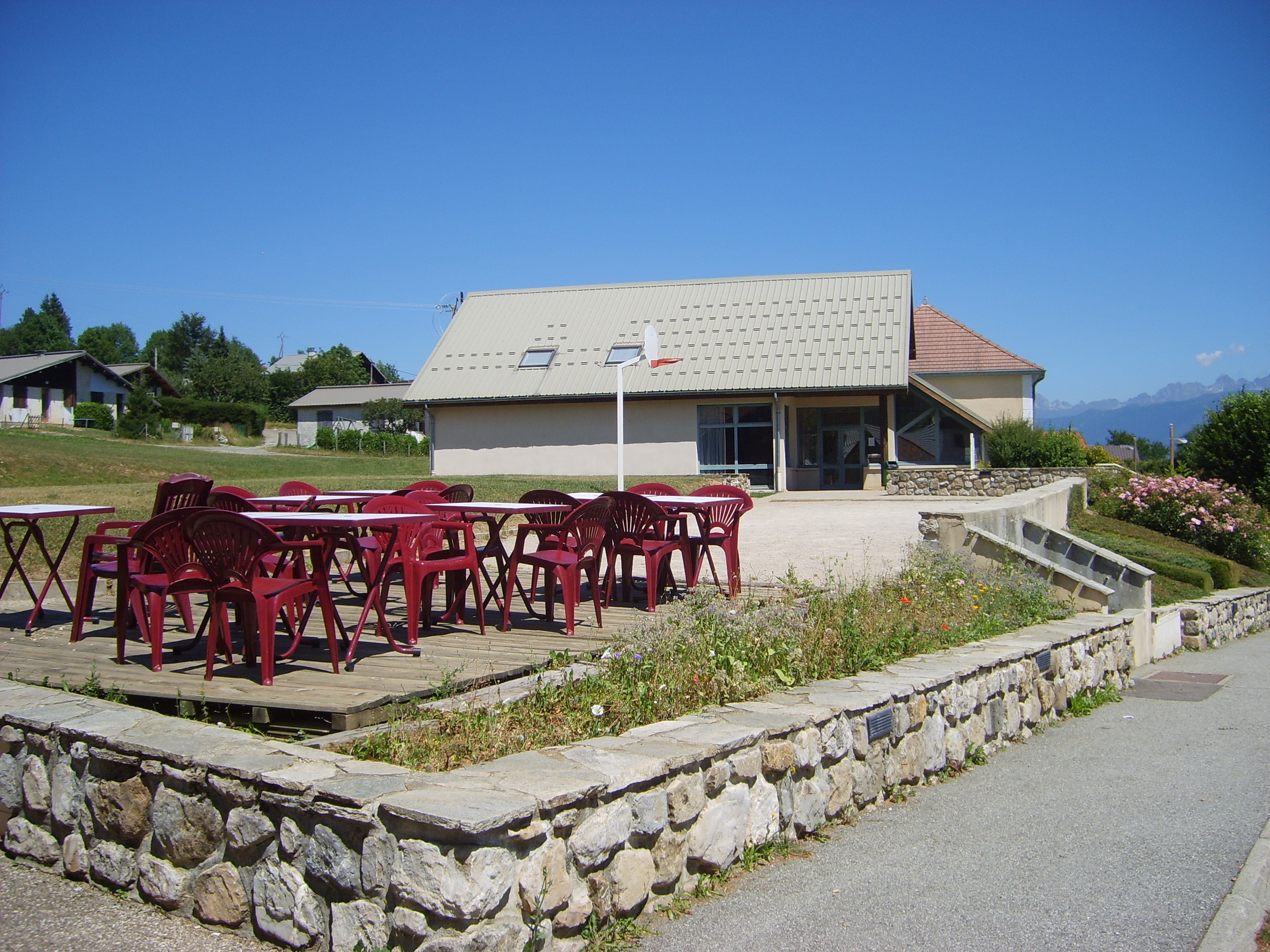
Terrain de jeux de pétanque et salle des fêtes
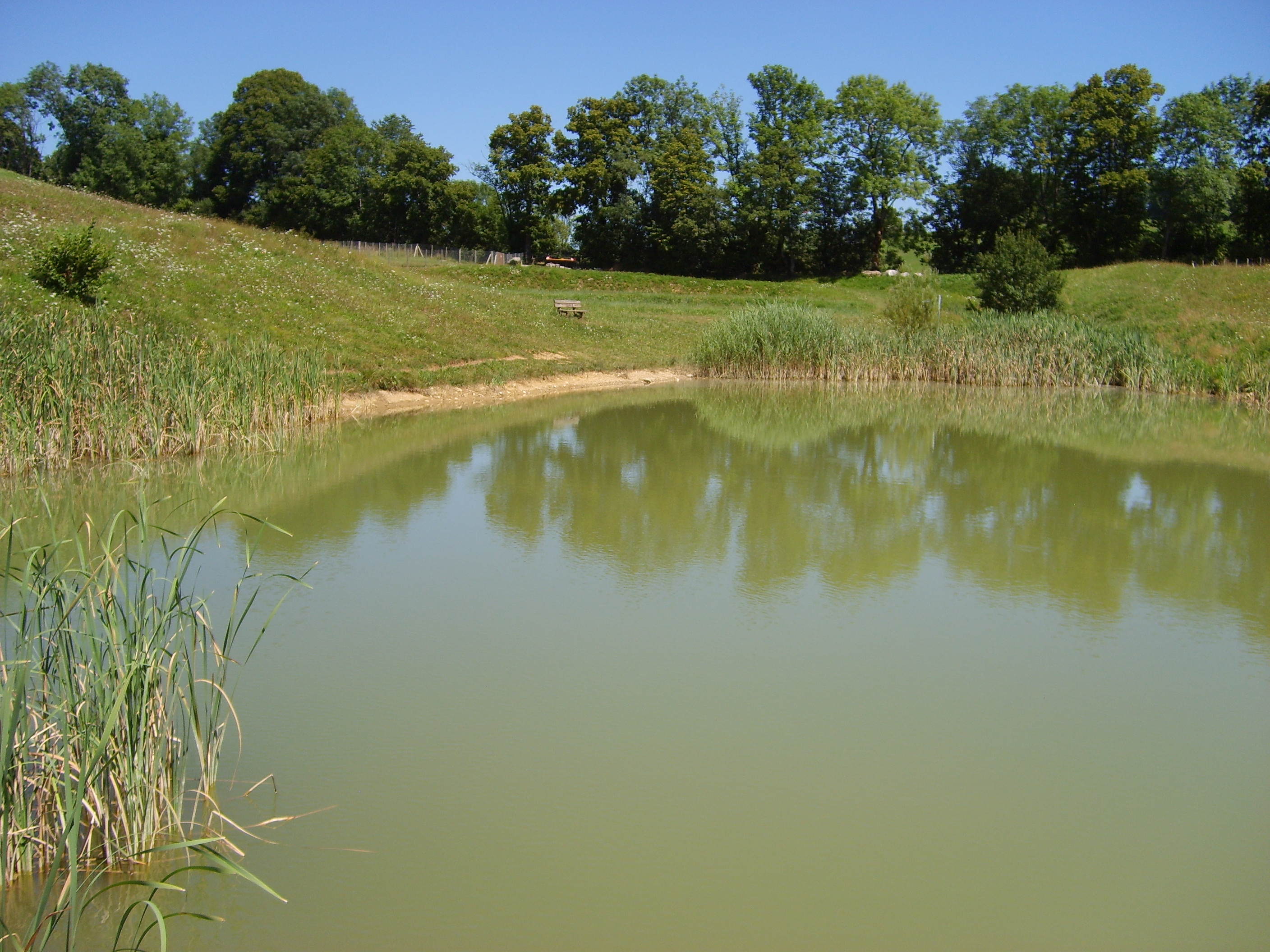
Vue générale de la mare naturelle
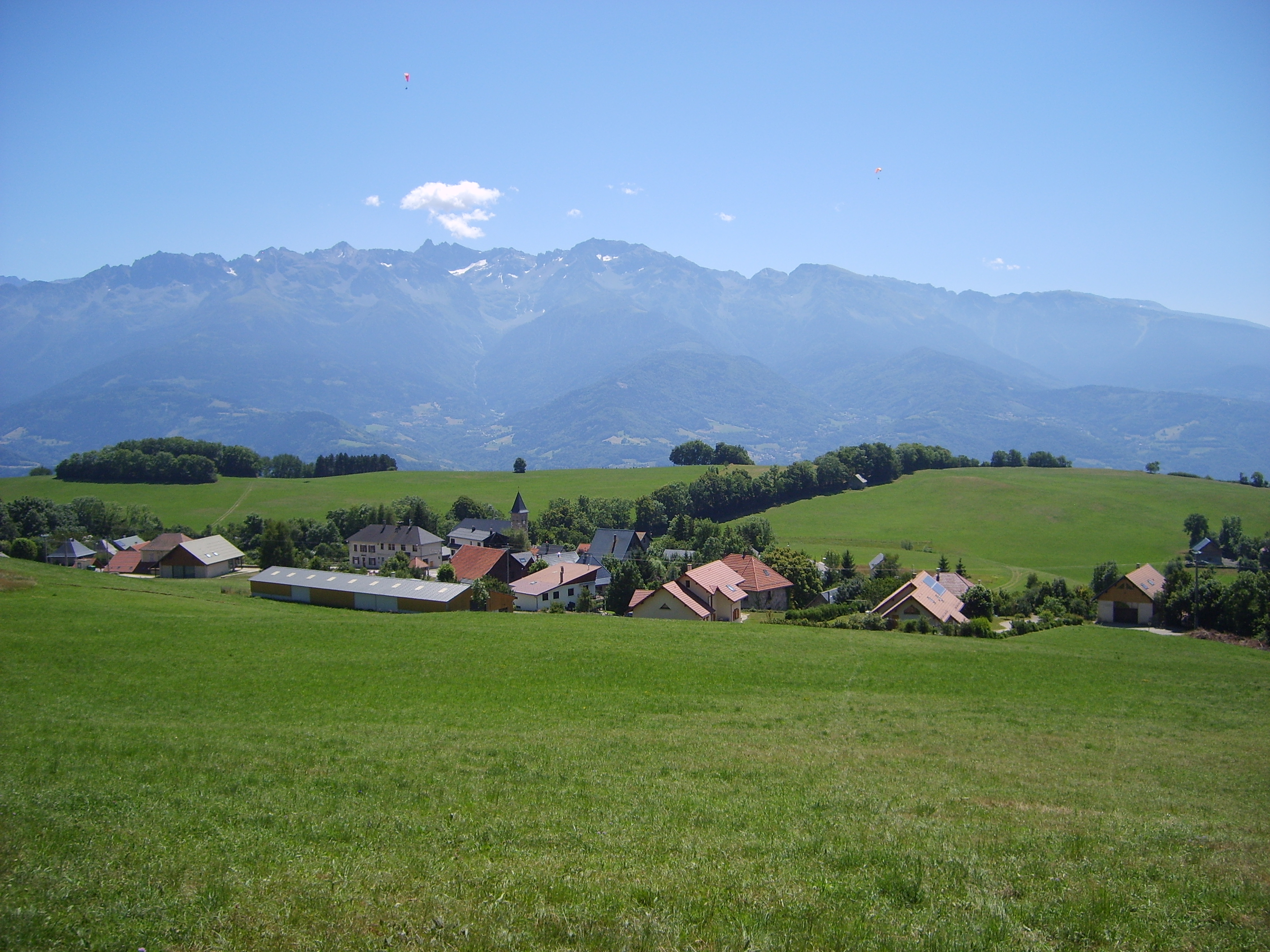
Vue générale du centre du village

### Patrimoine naturel
- Réserve naturelle nationale des Hauts de Chartreuse
- Espace naturel sensible du col du Coq[10]
- Saint-Pancrasse est connu pour ses sites d'escalade et de spéléologie.